# Корчагин, Алексей Ефимович
Алексе́й Ефи́мович Корча́гин (1 (14) марта 1914, дер. Большая, Тверская губерния — 9 сентября 1987) — разведчик 38-й отдельной гвардейской разведывательной роты, гвардии сержант — на момент представления к награждению орденом Славы 1-й степени.

## Биография
Родился 1 (14) марта 1914 года в деревне Большая (ныне — Конаковского района Тверской области). Окончил 3 класса. Работал путейцем Шилкинской дистанции пути Забайкальской железной дороге.
В Красной Армии с марта 1942 года. В 1943 году окончил школу младшего командного состава. На фронте в Великую Отечественную войну с сентября 1943 года. Участвовал в освобождении Украины, Молдавии, Румынии, Венгрии, Австрии.
Разведчик 38-й отдельной гвардейской разведывательной роты гвардии младший сержант Корчагин с группой бойцов 28 ноября 1943 года проник в расположение врага в районе села Малиновка и взял «языка». Когда группа была обнаружена, остался прикрывать отход разведчиков, уничтожил около десяти солдат.
Приказом командира 36-й гвардейской стрелковой дивизии от 30 ноября 1943 года за мужество, проявленное в боях с врагом, гвардии младший сержант Корчагин награждён орденом Славы 3-й степени.
Гвардии младший сержант Корчагин в ночь на 29 февраля 1944 года вместе с бойцами действовал в тылу врага в районе города Первомайск, подавил огонь вражеского пулемёта и истребил около десяти автоматчиков.
Приказом по 7-й гвардейской армии от 9 мая 1944 года гвардии младший сержант Корчагин награждён орденом Славы 2-й степени.
Гвардии сержант Корчагин в ночь на 7 июля 1944 года вместе с разведчиками близ города Пашкани незаметно подкрался к вражеским позициям, подавил огонь пулемётной точки, сразил пять солдат, захватил «языка», который дал ценные сведения.
Указом Президиума Верховного Совета СССР от 24 марта 1945 года за мужество, отвагу и героизм, гвардии сержант Корчагин Алексей Ефимович награждён орденом Славы 1-й степени.
За время нахождения на фронте А. Е. Корчагин захватил более двадцати «языков». В 1945 году старший сержант Корчагин демобилизован. Жил в посёлке Первомайский Шилкинского района Читинской области. Был бригадиром горно-обогатительного комбината в посёлке Первомайский.
Награждён орденами Славы 1-й, 2-й и 3-й степени, Отечественной войны 1-й степени, медалями.
Умер 9 сентября 1987 года.